# Great North Woods
I Great North Woods sono delle foreste situate negli Stati Uniti nord-orientali, in particolare negli stati del Maine, New Hampshire, Vermont e New York. L'area si estende tra i laghi del Down East nel Maine e i monti Adirondack nello stato del New York, a grandi linee seguendo il confine con la provincia canadese del Québec.
Collettivamente l'area forestale ha un'estensione di circa 105.000 km².

## Stati

### New Hampshire

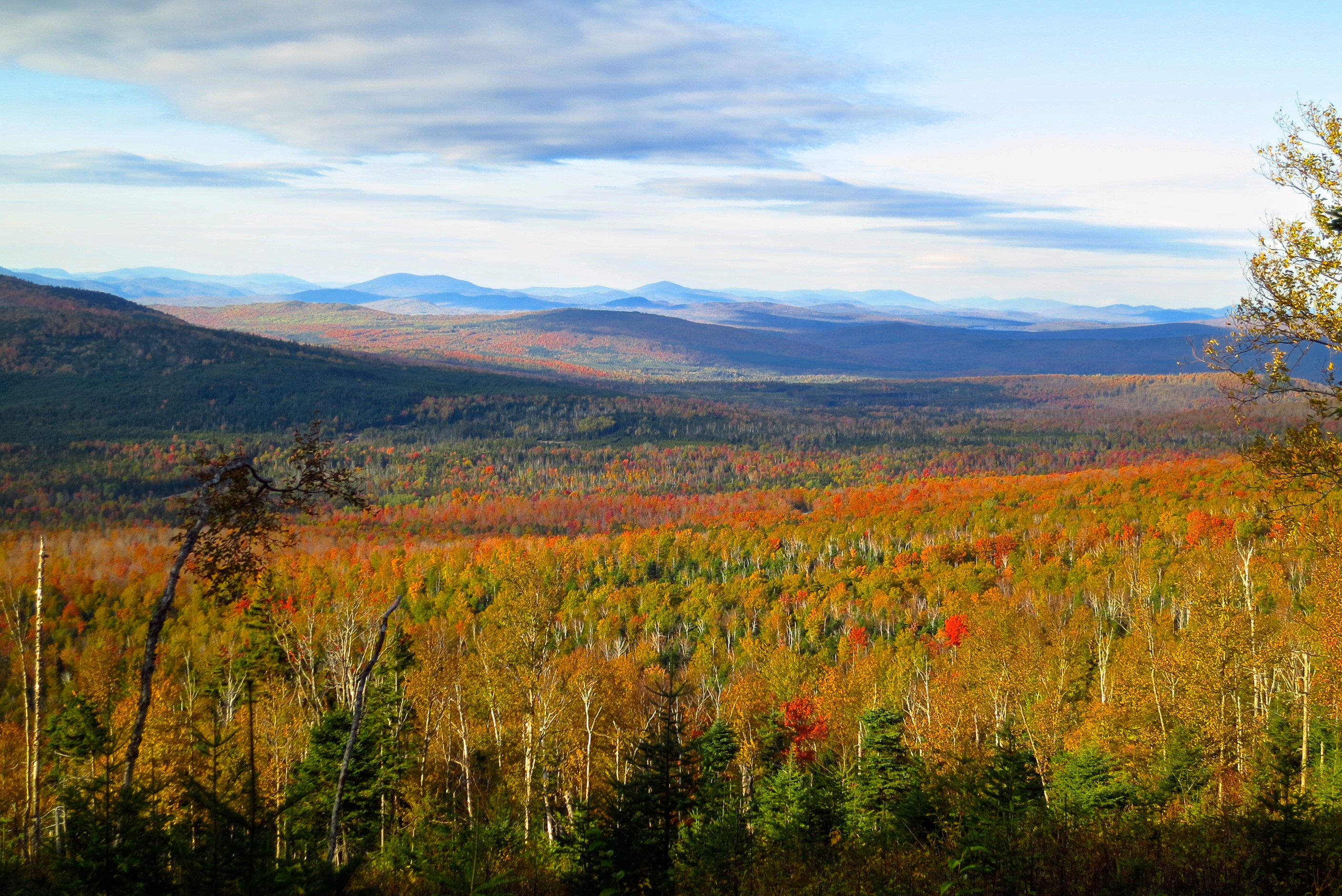
I Great North Woods nel New Hampshire

Nel New Hampshire, la regione del Great North Woods è una regione turistica ufficiale dello stato, situata nella contea di Coos, la contea più settentrionale dello stato. La parte settentrionale della White Mountain National Forest si trova in questa regione.

### New York
Il Great North Woods nello stato del New York si trova nell'estrema parte settentrionale dello stato. Come il Maine e il Vermont, la regione del Great North Woods è una regione non ufficiale, costituita principalmente dalle montagne Adirondack, e di conseguenza dall'Adirondack Park.

### Maine
All'interno del Maine, i Great North Woods includono i North Maine Woods, nella contea di Aroostook. Questa è una regione non ufficiale del Maine di cui non sono stati mai pubblicati dati sulla popolazione.

### Vermont
La regione del Great North Woods nel Vermont è una regione non ufficiale e si trova principalmente nel Northeast Kingdom, al confine con il New Hampshire e il Québec. La regione del Regno del Nordest è molto remota e perlopiù rurale. La parte settentrionale della Green Mountain National Forest si trova in questa regione.